# Биннофарм Групп
ООО «Биннофарм Групп» — российская фармацевтическая компания, выпускающая субстанции, лекарственные средства, медизделия и ветеринарные препараты.
Объединяет 5 производственных площадок: АО «Алиум», АО «Биннофарм», ОАО «Синтез» (г. Курган), ЗАО «Биоком» (г. Ставрополь).
По данным AlphaRM на 2021 год, компания входит в топ-3 крупнейших производителей на российском фармацевтическом рынке и занимает 22 % от общего объёма рынка венотоников. Находится на втором месте в списке крупнейших производителей дженериков по версии IQVIA и «Фармацевтический вестник».

## История
Компания ООО «Биннофарм Групп» создана путем слияния фармацевтических активов АФК «Система». В 2013 году АО «Биннофарм» (100 % уставного капитала принадлежит АФК «Система») объединился с ПФК «Алиум». В 2019 году ПАО АФК «Система» приобрело ОАО «Синтез» и ЗАО «Биоком», так же в 2019 году ПАО АФК «Система» приобрело АО "ФП «Оболенское», затем объединённое с АО «Биннофарм».
В 2019 году завершилось формирование компании. АФК «Система» и банк ВТБ внесли принадлежащий им 56,2 % пакет акций ОАО «Синтез» в капитал ООО «Биннофарм Групп». Одновременно с этим АФК «Система», банк ВТБ и консорциум инвесторов в составе РКИФ и ближневосточных фондов внесли в капитал ООО «Биннофарм Групп» 85,6 % акций АО «Алиум».
Летом 2021 года список инвесторов компании пополнил ВТБ Капитал. 29 июня 2021 года в результате сделки между дочерней компанией АФК Система — Система Телеком Активы — и подконтрольной ВТБ Капитал кипрской компанией Nevsky Property Investments Limited, ВТБ Капитал стал владельцем пакета акций, составляющего 11,2 % уставного капитала Ristango Holding Limited, владельца 100 % уставного капитала ООО «Биннофарм Групп».
По результатам сделки доля АФК «Система» вместе с банком ВТБ составила 75,3 %; у Российского фонда прямых инвестиций (РФПИ), Российско-китайского инвестиционного фонда и крупнейших ближневосточных фондов — 12,5 %; у Nevsky Property Investments Limited — 11,2 %. 1 % компании принадлежит миноритарному акционеру — физическому лицу.
26 октября 2021 года компания создала программу по выпуску облигаций, в рамках которой может выпускать биржевые облигации общим объёмом до 50 миллиардов рублей с максимальным сроком погашения 15 лет.

## Производство
Курганский завод «Синтез» является крупнейшим в России производителем антибиотиков, а также выпускает активные фармацевтические субстанции. Благодаря собственному производству субстанций на заводе «Синтез» компания ООО «Биннофарм Групп» производит около 35 % продукции по полному циклу.
Завод «Биннофарм» в Зеленограде выпускает биотехнологические препараты различных терапевтических групп: пульмонология, неврология, кардиология, гастроэнтерология и эндокринология и других. Завод стал первой в мире площадкой, где запустили производство вакцины от COVID-19 «Спутник V».
Предприятие «Алиум» в поселке Оболенск Московской области открыто в 2019 году. На заводе выпускают 150 лекарственных препаратов основных терапевтических направлений.
Завод «Биннофарм» в Красногорске введен в эксплуатацию в 2010 году. Предприятие производит инфузионные растворы.
Производство «Биоком» в Ставрополе производит малые и средние партии твердых лекарственных форм. В 2021 году «Биннофарм Групп» завершила модернизацию завода, вложив в проект 1 млрд рублей.
Продукция ООО «Биннофарм Групп» присутствует на розничном рынке (в аптеках), госпитальном (в медицинских учреждениях). Выручка группы в 2020 году выросла на 30,1 процента год к году и составила 21,4 миллиарда рублей, а рост рынка за аналогичный период составил 13,8 процента.

## Научно-исследовательское направление
ООО «Биннофарм Групп» Sartorius и немецкая компания Sartorius подписали соглашение о сотрудничестве в области биотехнологий, генной терапии, клеточных препаратов, продуктов на основе вирусных векторов. Планируется совместное развитие производства биотехнологических препаратов и вакцин от коронавируса.
В сентябре 2021 года компания анонсировала создание R&D-центра, который объединит все исследовательские подразделения пяти предприятий компании.